# 1916 en littérature
| Années de la littérature : 1913 - 1914 - 1915 - 1916 - 1917 - 1918 - 1919    |
| Décennies de la littérature : 1880 - 1890 - 1900 - 1910 - 1920 - 1930 - 1940 |

## Évènements
- 5 février : Ouverture à Zurich du café Voltaire qui deviendra le haut lieu du dadaïsme.
- 8 février : Tristan Tzara, Arp et Hülsenbeck trouvent le mot dada en glissant au hasard un coupe-papier entre les pages du Larousse[1].
- 5 juillet :  Parution du premier numéro du Canard enchaîné après une tentative avortée en 1915.
- 14 juillet : Première soirée dada.
- Apollinaire crée le mot surréalisme.
- Arrivée du dadaïsme en France.

## Essais
- James Joyce (irlandais), Dedalus, portrait de l'artiste par lui-même, (29 décembre).
- Lénine, L'Impérialisme, stade suprême du capitalisme.
- Ferdinand de Saussure (1857-1913), Cours de linguistique générale, œuvre posthume publié par ses élèves.
- Filippo Tommaso Marinetti, La Nouvelle Religion. Morale de la vitesse, manifeste (1er juin).

## Poésie
- Pierre Reverdy, La lucarne ovale.
- Guillaume Apollinaire, Le Poète assassiné (octobre).
- Henry Bataille, La Divine tragédie, Bibliothèque Charpentier.
- Antonio Machado, Poésies complètes (Poesías completas) (11 juillet).

## Publications
- Émile Hinzelin, Histoire illustrée de la Guerre du Droit (en 3 tomes), librairie Aristide Quillet.

## Romans
- Pierre Chaine, Les Mémoires d'un Rat, fable satirique sur la vie des tranchées, paru en feuilleton dans l'Œuvre.
- Colette, La Paix chez les bêtes (avril).
- Franz Kafka, Le Verdict (septembre).
- Maurice Leblanc, L’Éclat d'obus, éd. Pierre Laffite.
- Émile Verhaeren, Les Ailes rouges de la guerre, éd. Mercure de France.

## Théâtre
- 3 décembre : Sacha Guitry, Faisons un rêve, avec Raimu.

## Récompenses
- Verner von Heidenstam, prix Nobel de littérature.
- Henri Barbusse est récompensé du prix Goncourt pour son roman le Feu et Adrien Bertrand voit son prix Goncourt de 1914 finalement décerné pour L'Appel du sol.

## Principales naissances
- 4 février : Marguerite Gurgand, romancière française († 30 octobre 1981).
- 15 mars : Blas de Otero, poète espagnol († 29 juin 1979).
- 6 mai : Geneviève Callerot, agricultrice et romancière française († 16 janvier 2025).
- 11 mai : Camilo José Cela, écrivain espagnol lauréat du prix Nobel de littérature de 1989 († 17 janvier 2002).
- 1er août : Anne Hébert, écrivaine, poétesse, dramaturge et scénariste québécoise († 22 janvier 2000).
- 4 août : Ole Torvalds, poète finlandais suédophone († 8 février 1995).
- 22 août : Anatoli Kalinine, écrivain soviétique († 12 juin 2008).
- 21 septembre : Françoise Giroud, journaliste, écrivaine et femme politique française († 19 janvier 2003).
- 14 décembre : Shirley Jackson, romancière et nouvelliste américaine († 8 août 1965).
- 17 décembre : Penelope Fitzgerald, écrivaine britannique († 28 avril 2000).

## Principaux décès
- 6 février : Rubén Darío, poète nicaraguayen (° 1867).
- 28 février : Henry James, romancier et critique américain (° 1843).
- 1er mars : Mounet-Sully, acteur dramatique français.
- 22 novembre : Jack London, écrivain américain, 40 ans, se suicide.
- 27 novembre : Émile Verhaeren, poète belge.
- 9 décembre : Natsume Sōseki, écrivain japonais, 49 ans
- 15 décembre : Helena Patursson, écrivaine féministe féroïenne (° 1864)